# Doryopteris pilosa
Doryopteris pilosa är en kantbräkenväxtart som först beskrevs av Jean Louis Marie Poiret, och fick sitt nu gällande namn av Oskar Kuhn. Doryopteris pilosa ingår i släktet Doryopteris och familjen Pteridaceae. Utöver nominatformen finns också underarten D. p. gemmifera.